# Many Rivers to Cross
«Many Rivers to Cross» — пісня, написана і записана Джиммі Кліффом у 1969 році. З того часу її записала низка інших виконавців, у тому числі: Гаррі Нілссон, Джон Леннон, Джо Кокер, Персі Следдж, Літтл Мілтон, Дезмонд Деккер, «UB40», Шер, «The Brand New Heavies», «Eric Burdon & The Animals», «The Walker Brothers», Марша Гайнс, Тоні Чайлдс, Олета Адамс, Лінда Ронстадт, Енні Леннокс, Браян Адамс, Кріс Пірс, Артур Лі та Джиммі Барнс. Пісню також виконували у країнах Карибського басейну Елісон Гайндс з Барбадосу та Тессанн Чін з Ямайки, батьківщини Джиммі Кліффа.

## Передумови
Джиммі Кліффу був 21 рік, коли він написав пісню, а записав аш 1969 року. Він заявив, що написав цю пісню через труднощі з якими він зіштовхнувся прибувши до Великої Британії, до того як став успішним музичним виконавцем, після залишення у віці 14 років своєї рідної Ямайки. Він коментував: «Коли я приїхав до Великої Британії, я був ще підлітком. Я прибув повним сил: я збирався підкорити її, я збирався стати там нарівні з „Beatles“ та „Stones“. А насправді вийшло навпаки, я гастролював клубами, не маючи прориву. Я боровся за роботу, життя, за свою ідентичність, не міг знайти своє місце; розчарування підживлювало пісню».
Що стосується рядка «Блукаючи, я заблукав, мандруючи Білими скелями Дувра», — заявляв Кліфф, — «… це сталося через те, що я багато разів перетинав Ла-Манш, відвідуючи континент. Здебільшого це була Франція, але іноді Німеччина. Це був дуже розчаровуючий час. Я приїхав до Англії з великими надіями і побачив, як мої надії згасають. І ця пісня народилася із цього досвіду».

### Запис
Кліфф заявляв, що під час праці над його другим альбомом для «Island Records», відклав запис пісні, оскільки вважав, що балада у ньому була б недоречною. Він почекав доти, коли приїхав до Нью-Йорка, щоб звести платівку, нашарувати мелодію та накласти бек-вокал. По дорозі зі свого помешкання до студії, що зайняло 15 хвилин, він завершив складати пісню в голові. В останній день сесії, коли музиканти від профспілки готувалися від'їжджати, Кліфф звернувся до керівництва студії, щодо запису пісні, яка у нього була. Цей випадок він коментував: «Я почав співати, гурт зібрався, і ось що вийшло. За раз. І остаточно. А потім Кріс сказав: «Добре, давай додамо це, щоб заповнити альбом».
Це один із небагатьох треків Кліффа, у якому використовується орган, який довонює відчуття госпелу, створеного бек-вокалістами. «Many Rivers to Cross», спродюсована Леслі Конгом, увійшла до альбому співака «Jimmy Cliff» 1969 року. Також пісня увійшла до альбому саундтреків з фільму «Тернистий шлях», в якому Кліфф знявся. Журнал «Rolling Stone» поставив пісню на 325 місце у своєму списку 500 найкращих пісень усіх часів.
Пісня виконувалася у фільмі «Гонка» 2013 року і серіалах «Вілфред», «Шибайголова» і «Коли падають небеса».

### Чарти
| Чарт (1993)    | Позиція |
| -------------- | ------- |
| Франція (SNEP) | 37      |

## Версія «UB40»
«Many Rivers to Cross» — третій сингл реггі-гурту «UB40» з альбому «Labor of Love», який посів 16-е місце у британському чарті синглів та 48-е місце у Новій Зеландії.

### Трек-лист
- Британський 7" сингл[5]

1. «Many Rivers To Cross» — 3:48
2. «Food For Thought» — 4:40

- Іспанський 7" смнгл[6]

1. «Many Rivers To Cross» — 3:48
2. «Food For Thought» — 4:40

- Британський 12" максі-сингл[7]

1. A1.«Many Rivers To Cross» (Full Length Version) — 4:35
2. A2.«Food For Thought» — 4:40
3. B2.«Johnny Too Bad» (Unexpurgated Version — Not On Labour Of Love) — 5:28

- Німецький 12" сингл[8]

1. A1.«Many Rivers To Cross» (Full Length Version) — 4:27
2. A2.«Food For Thought» — 4:39
3. B2.«Johnny Too Bad» — 5:29

### Учасники запису
UB40
- Джеймс Браун — ударні, синкуссія
- Елі Кемпбелл — вокал, гітара
- Робін Кемпбелл — гітара, вокал
- Ірл Фалконер — бас
- Норман Нассан — перкусія, вокал
- Браян Трейверс — саксофон
- Майкл Віртью — клавішні
- Астро — тостування, римування, перкусія

Додаткові учасники
- Мо Бірч — вокал
- Джекі Грехем — вокал
- Джекі Мітту — додаткові клавішні
- Рубі Тернер — вокал

### Чарти
| Чарт (1983)           | Позиція |
| --------------------- | ------- |
| Нова Зеландія (RIANZ) | 48      |
| UK Singles Chart      | 16      |

## Версія Шер

### Трек-лист
- Європейський 7" і касетний сингл

1. «Many Rivers to Cross» — 4:09
2. «Who You Gonna Believe» — 4:42

- Європейський CD сингл

1. «Many Rivers to Cross» — 4:09
2. «Who You Gonna Believe» — 4:42
3. «All Because of You» — 3:28
4. «Perfection» — 4:29

- Друга британська жива кавер-версія на CD синглі

1. «Many Rivers to Cross» — 4:09
2. «Tougher Than the Rest» — 4:43
3. «Fire Down Below» — 4:28
4. «Takin' It to the Streets» — 4:05

### Чарти
| Чарт (1993)                        | Позиція |
| ---------------------------------- | ------- |
| Велика Британія (UK Singles Chart) | 37      |

## Версія Енні Леннокс

### Чарти
| Чарт (2008)            | Позиція |
| ---------------------- | ------- |
| Canadian Singles Chart | 47      |
| U.S. Billboard Hot 100 | 80      |